# Кенотаф Станку Павловићу у Табановићима
Кенотаф Станку Павловићу у Табановићима налази се на сеоском гробљу у Табановићима, (Општина Пожега). Подигнут је као кенотафно обележје редову Станку Павловићу који је у деветнаестој години изгубио живот током албанске голготе 1915. и сахрањен незнано где.
Споменик младом војнику подигнут је крај мајчиног гроба. Рад мајстора Ђурђа Павловића, унука родоначелника пожешког каменореза Филипа Павловића.

## Опис
Споменик од пуховског пешчара у форми вертикалне плоче углављене у масивно постоље, узвишен декоративно резаним крстом. Испод крста, у пољу за епитаф приказан је грб Краљевине Југославије, око кога је лучно исписано име покојника. Споменик је добро очуван.

## Епитаф
Песнички интониран епитаф исписан је на полеђини споменика:
СТАНКО ПАВЛОВИЋ
1896 † 1915
Моје тело не почива овде,
Већ далеко, крај морске воде.
Тамо, где море бије обале,
Тамо су ми кости за навек остале;
Тамо у Албанији - земљи глади грозоте.
Тамо где су били јади, голготе;
Тамо где су многе хумке и редути,
Тамо где падоше силни регрути;
Тамо и ја падох и дадох:
Младост чедну, душу пуну шара
и јуначко срце из недара.